# Má vlast
Má vlast (in lingua italiana La mia patria) è un gruppo di sei poemi sinfonici, composti fra il 1874 ed il 1879 dal compositore ceco Bedřich Smetana. Sebbene il lavoro, ad eccezione de La Moldava, sia spesso presentato come una singola opera in sei movimenti ed è quasi universalmente considerato tale, i singoli pezzi sono stati in realtà concepiti come brani autonomi.
In queste opere Smetana ha combinato la forma del poema sinfonico, introdotto da Franz Liszt, con gli ideali della musica nazionalistica che erano in voga alla fine del XIX secolo. Ogni poesia descrive qualche aspetto del paesaggio, della storia o di una leggenda della Boemia.

## Vyšehrad

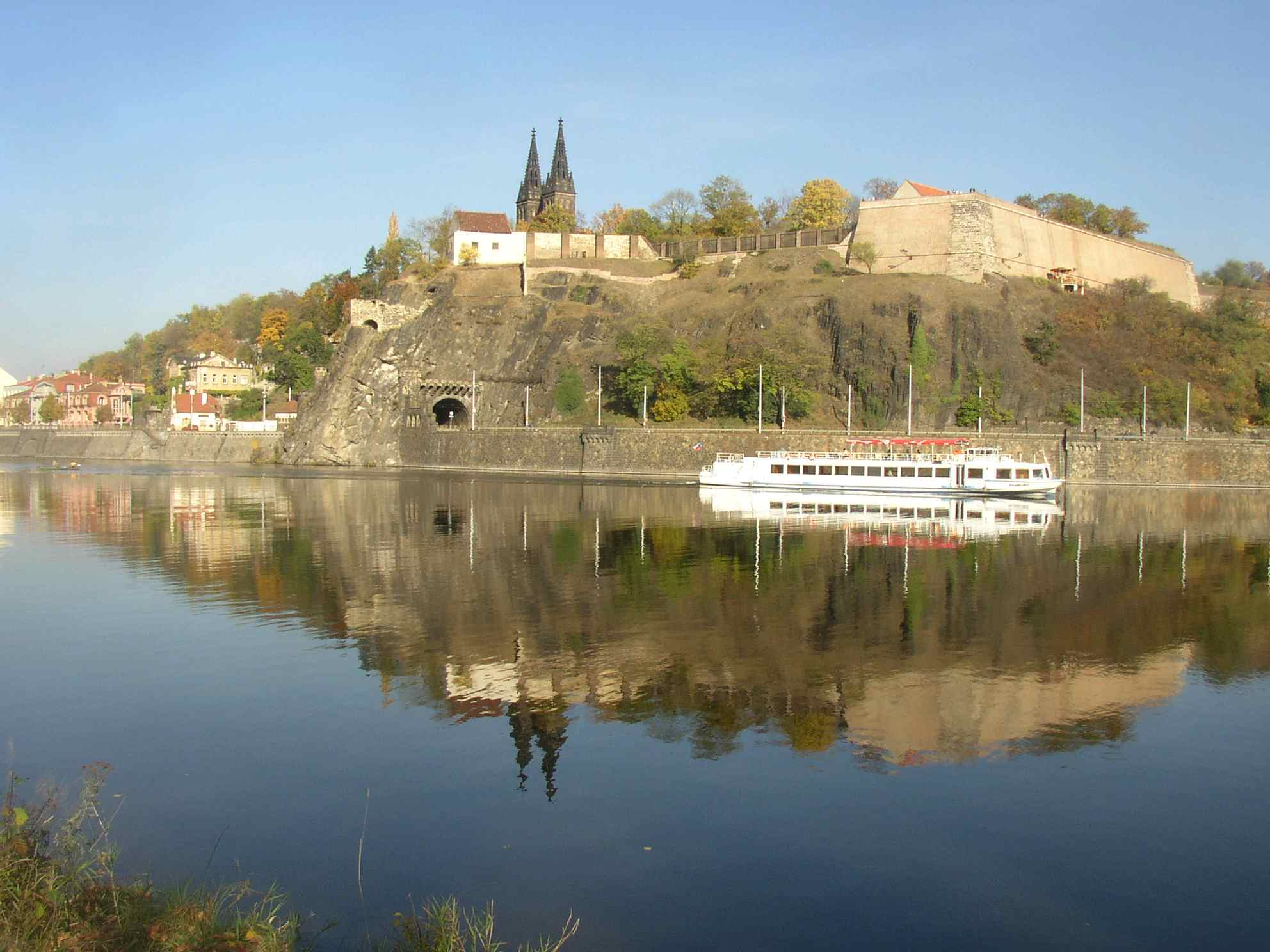
Vyšehrad sul fiume Vltava

Il primo poema,Vyšehrad (Il Castello Alto), composto dalla fine di settembre fino al 18 novembre 1874 e data in anteprima il 14 marzo 1875, descrive il castello Vyšehrad di Praga, che fu sede dei primi re cechi. Durante l'estate del 1874, Smetana cominciò a diventare sordo, e abbastanza velocemente lo diventò completamente, tanto che si svegliò, la mattina del 20 ottobre ritrovandosi completamente incapace di sentire alcun suono. La sera precedente si era recato all'opera con qualche parvenza di udito rimanente.
Il poema inizia con i suoni dell'arpa del cantante Lumír, e passa poi per i toni dell'arsenale del castello. Questa sezione della musica introduce i temi principali, che vengono utilizzati in altre parti del ciclo. Un tema di quattro note (Si bemolle, Mi bemolle, Re, Si bemolle) rappresenta il castello di Vysehrad; questo tema si risente alla fine de La Moldava e ancora una volta, per completare l'intero ciclo, a conclusione di Blanik.
Per l'arpeggio iniziale sono necessarie due arpe. Dopo un accordo di settima di dominante, i fiati riprendono il tema, seguiti dagli archi, prima che l'intera orchestra venga impiegata per raggiungere un climax. Nella parte successiva, Smetana ricorda la storia del castello, con un ritmo più veloce che diventa una marcia. Un climax apparentemente trionfante viene interrotto da un passaggio discendente raffigurante il crollo del castello, e la musica si acquieta. Poi il tema di apertura dell'arpa viene ripetuto e la musica ricorda ancora una volta la bellezza del castello, ora in rovina. Il brano termina tranquillamente, raffigurando la Moldava che scorre ai piedi del castello.
Concepito tra il 1872 e il 1874, è l'unico pezzo del ciclo ad essere in gran parte completato prima che Smetana cominciasse a divenire sordo nell'estate del 1874. La maggior parte delle esecuzioni hanno una durata di circa quindici minuti.

## Vltava (La Moldava)
Vltava, anche nota con il nome italiano La Moldava, venne composta fra il 20 novembre e l'8 dicembre 1874 e venne eseguita per la prima volta il 4 aprile 1875. Ha una durata di circa dodici minuti, ed è scritta nella tonalità di Mi minore.
In questo pezzo, Smetana usa delle frasi pittoriche per evocare i suoni di uno dei più grandi fiumi di Boemia. Secondo le sue stesse parole:
La composizione descrive il corso della Moldava, a partire dalle due piccole sorgenti, la Moldava fredda e calda, fino all'unificazione dei due rami in un unico flusso, il corso della Moldava fra i boschi ed i prati, lungo paesaggi dove vengono celebrati matrimoni di contadini, e le danze delle sirene nelle notti di luna piena: sulle rocce vicine che fanno da base a castelli e palazzi in rovina. La Moldava si snoda in turbinii alle rapide di San Giovanni e poi si allarga e scorre verso Praga, passa sotto il Vyšehrad e poi svanisce maestosamente in lontananza, terminando il suo corso nell'Elba.
La Moldava è il fiume che nasce in una foresta nel sud della Boemia, e sulle rive della quale sorgono i più bei castelli della Repubblica ceca, tra i quali vi sono Český Krumlov, Hluboka nad Vltavou ed Orlik.
Il pezzo comprende il più famoso tema di Smetana. Esso è un adattamento della famosa canzone italiana del rinascimento Fuggi, fuggi, fuggi da questo cielo del tenore Giuseppe Cenci (noto come Giuseppino), una canzone tradizionale italiana, che è anche alla base dell'inno nazionale d'Israele, Hatikvah. Il tema appare anche, in tono maggiore, nell'antica canzone ceca Kočka leze dírou ("Il gatto passa attraverso il foro") che Hans Eisler usò per la sua Canzone della Moldava.
La Czech Airlines trasmette il tema principale dopo l'atterraggio dei suoi aeromobili.
Dal 2016 al 2023 è stata utilizzata come sottofondo per gli spot della Valsoia.

## Šárka
Il terzo poema venne terminato il 20 febbraio 1875 e prende il nome dell'amazzone Šárka dall'antica leggenda ceca della guerra delle vergini. Ella si lega ad un albero come esca e aspetta di essere salvata dal principe Ctirad, sostenendo di essere una prigioniera delle donne ribelli. Lascia i suoi compagni ubriachi sul prato, e quando sono addormentati persuade Ctirad, che subito si innamorò di lei, a suonare un corno da caccia. Questo era il segnale concordato con le altre donne, e il poema termina con l'assassinio di tutti gli uomini.

## Z českých luhů a hájů
Smetana terminò la composizione di questo pezzo, che viene tradotto come "dai prati e dai boschi di Boemia", il 18 ottobre 1875. La prima venne data il 10 dicembre 1878. Rappresenta la bellezza della campagna ceca. Non narra alcuna storia reale, ma dopo un passaggio che evoca la grandezza della foresta, si sente la musica di una festa di villaggio in pieno svolgimento.

## Tábor
Questo pezzo, che venne terminato il 13 dicembre 1878 e venne eseguito il 4 gennaio 1880, prende il nome dalla città di Tábor nel sud della Boemia fondata dagli Hussiti e che servì come loro centro operativo nel corso delle guerre hussite. Il tema del brano è una citazione delle prime due battute del canto hussita, "Ktož jsú boží bojovníci" ("Quelli che sono i guerrieri di Dio").

## Blaník
Blaník venne terminato il 9 marzo 1879 e la prima fu eseguita il 4 gennaio 1880. Prende il nome della montagna Blaník legata ad un'antica leggenda. 
La leggenda narra che un enorme esercito di cavalieri cechi guidato da San Venceslao, dorme all'interno della montagna. I cavalieri si risveglieranno per aiutare la Patria quando essa si verrà a trovare in grave pericolo. Secondo la leggenda ci saranno segni: gli alberi del bosco di Blanik diverranno secchi, ma la vecchia quercia morta sotto il monte diverrà di nuovo verde e una piccola sorgente affiorante dalla montagna diventerà un fiume. Poi, durante una battaglia epica tra i cechi e il loro nemico schiacciante i cavalieri Blanik verranno loro in aiuto guidati da San Venceslao sul suo cavallo bianco. Il nemico si ritirerà a Praga dove verrà finalmente sconfitto.
Musicalmente, Blaník inizia esattamente come Tábor si conclude, "martellando" il motto che era stato lasciato irrisolto, ma ora continua, come se a seguito della battaglia. Così questi ultimi due poemi del ciclo formano una coppia coesa, così come i primi due; il tema del Castello Alto ritorna come il percorso del fiume Moldava che raggiunge trionfalmente la stessa destinazione, e di nuovo torna trionfante alla fine del Blaník. Ancora una volta, viene citato l'inno hussita utilizzato in Tábor, anche se questa volta è il terzo tema, che risuona nella marcia, alla fine del pezzo. La canzone originale di questo tema è l'inno "in modo che alla fine tu con lui sarai sempre vittorioso", un riferimento ad una eventuale vittoria dello stato ceco.